# Ленинский проспект (Санкт-Петербург)
Ле́нинский проспект — одна из крупнейших магистралей Санкт-Петербурга, проходящая в Красносельском, Кировском и Московском районах на протяжении около 10 км. Проходит от Балтийского бульвара до Московской площади. Входит в состав Центральной дуговой магистрали (ЦДМ).
Наряду с Ленинским проспектом в различных районах Санкт-Петербурга находятся улицы, носящие название проспект Ленина, также существует улица Ленина.

## История

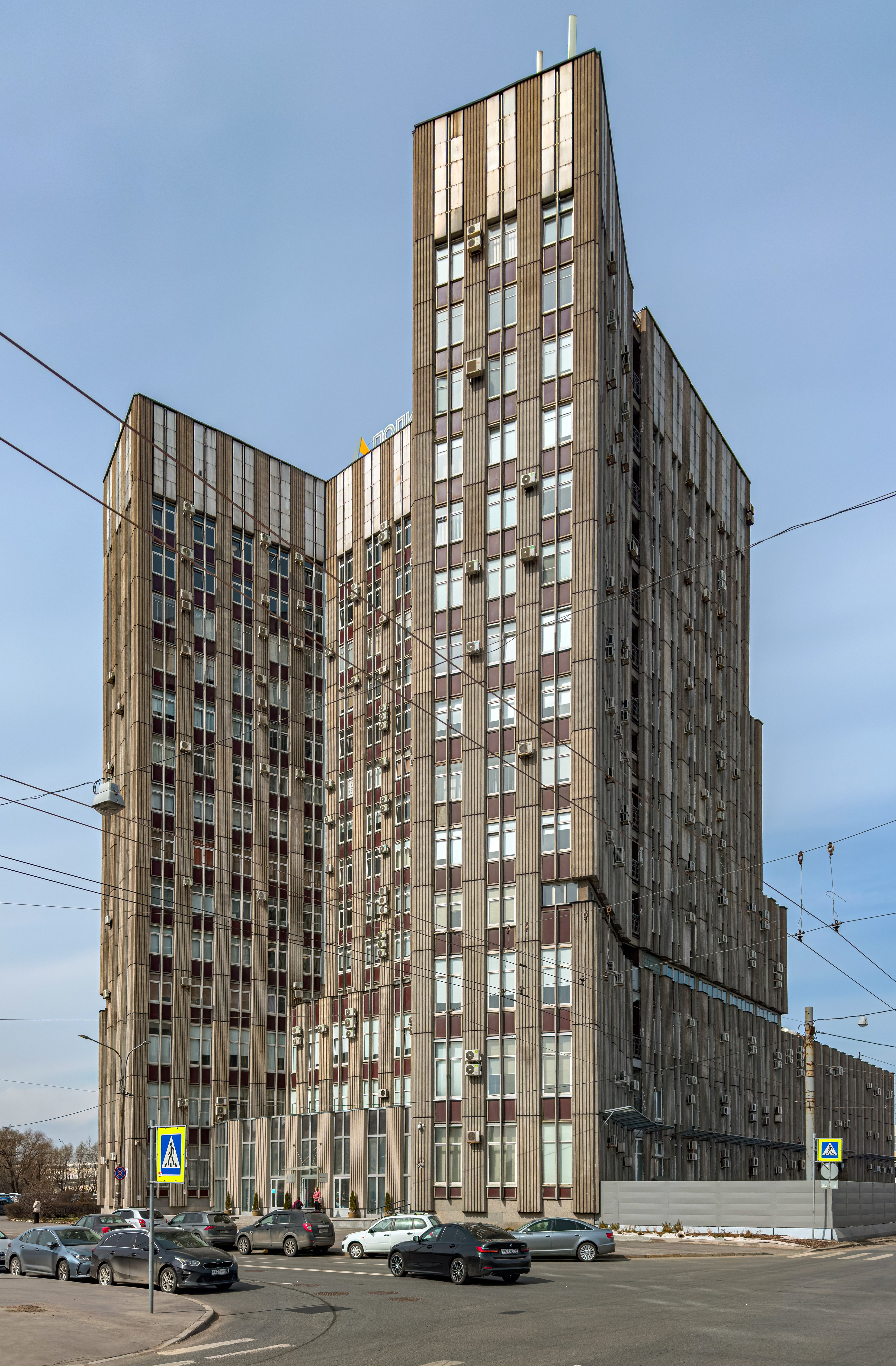
Здание ВНИИ Галургии

Ленинский проспект проложен по землям посёлка Княжево, устроенного во владениях князя Н. Е. Куткина. Сейчас располагается между Финским заливом и Московской площадью. Соединяет Юго-Запад с Дачным и Московским проспектом.
Назван в 1977 году в честь В. И. Ленина, включил бывшую улицу Галстяна (с 1955 года), бывший проспект Героев (с 1962 года) и новый участок в сторону Финского залива до улицы Доблести.
В 2011 году проспект был продлён до проспекта Героев, а в 2015 году — до Балтийского бульвара, однако движение на участке от проспекта Героев до Балтийского бульвара было открыто только в августе 2019 года.
Застройка Ленинского проспекта началась в 1953 году (10-этажные жилые дома у Московской площади, арх. С. Б. Сперанский) и продолжалась в 1960—1990-х годах (арх. Е. М. Полторацкий и др.).

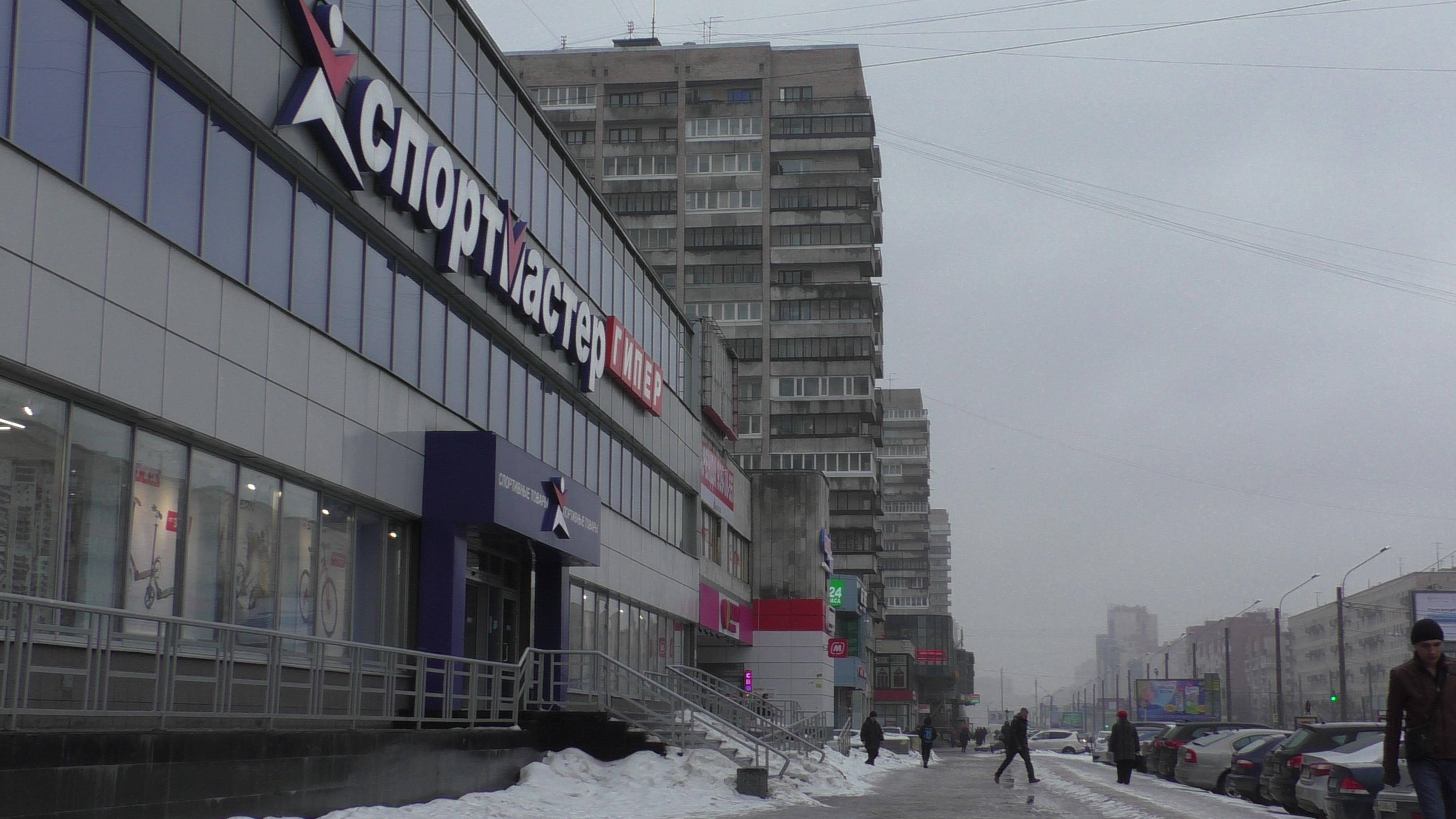
Ансамбль многоэтажных домов с магазинами у метро Ленинский проспект. Архитектор Евгений Полторацкий, начало 1980-х

На Ленинском проспекте находятся Корпус «У» Санкт-Петербургского государственного морского технического университета (бывш. ЛКИ), Медицинский колледж имени В. М. Бехтерева (д. 149), Санкт-Петербургский государственный газетный комплекс (д. 139), ВНИИ галургии (пр. Народного Ополчения, д. 2, 1977 г., арх. А. В. Жук), троллейбусный парк № 1 (д. 140/2, арх. О. Б. Голынкин и др.), здание фабрики спортивных изделий «Динамо» и бывшего швейного предприятия «Волна» (д. 140), НИИ Ленгипромез и проектный институт Гипроруда (д. 151), институт Ленпромстройпроект (д. 160), институт Энергомашпроект (д. 168, 1974 г., арх. И. Н. Ступельман), второй корпус Петербургского энергетического института повышения квалификации с гостиницей «Энергетик» (д. 89). Сохранились железобетонные доты, сооруженные в 1943 году для оборонительного рубежа «Ижора».
На Ленинском проспекте находится и одноимённая железнодорожная платформа (остановочный пункт) Ленинский проспект (над путепроводом, открытым в 1970 году) и станция метро «Ленинский проспект» (1977 г., арх. А. С. Гецкин, Е. И. Валь).

## Транспорт
На проспекте расположены станции метро «Ленинский проспект» и «Московская».
На разных участках проспекта проходят автобусные маршруты: № 2, 2А, 13, 13А, 18, 26, 31, 62, 63, 73, 83, 87, 114, 130, 142, 147, 150, 155, 203, 226, 239, 243, 244, 246, 252, 256, 300, 301, 333, 639А, 841, 842, 851.
На всем протяжении проспекта проходит троллейбусная линия, используемая маршрутами № 27, 29, 32, 35, 41, 44, 45, 46, 48. Долгое время она проходила от улицы Доблести до Московской площади, но вместе с проспектом была продлена. На последнем открытом участке до Балтийского бульвара троллейбусное движение осуществляется автономно.
Кроме того, на проспекте находится железнодорожная платформа «Ленинский проспект».

## См. также

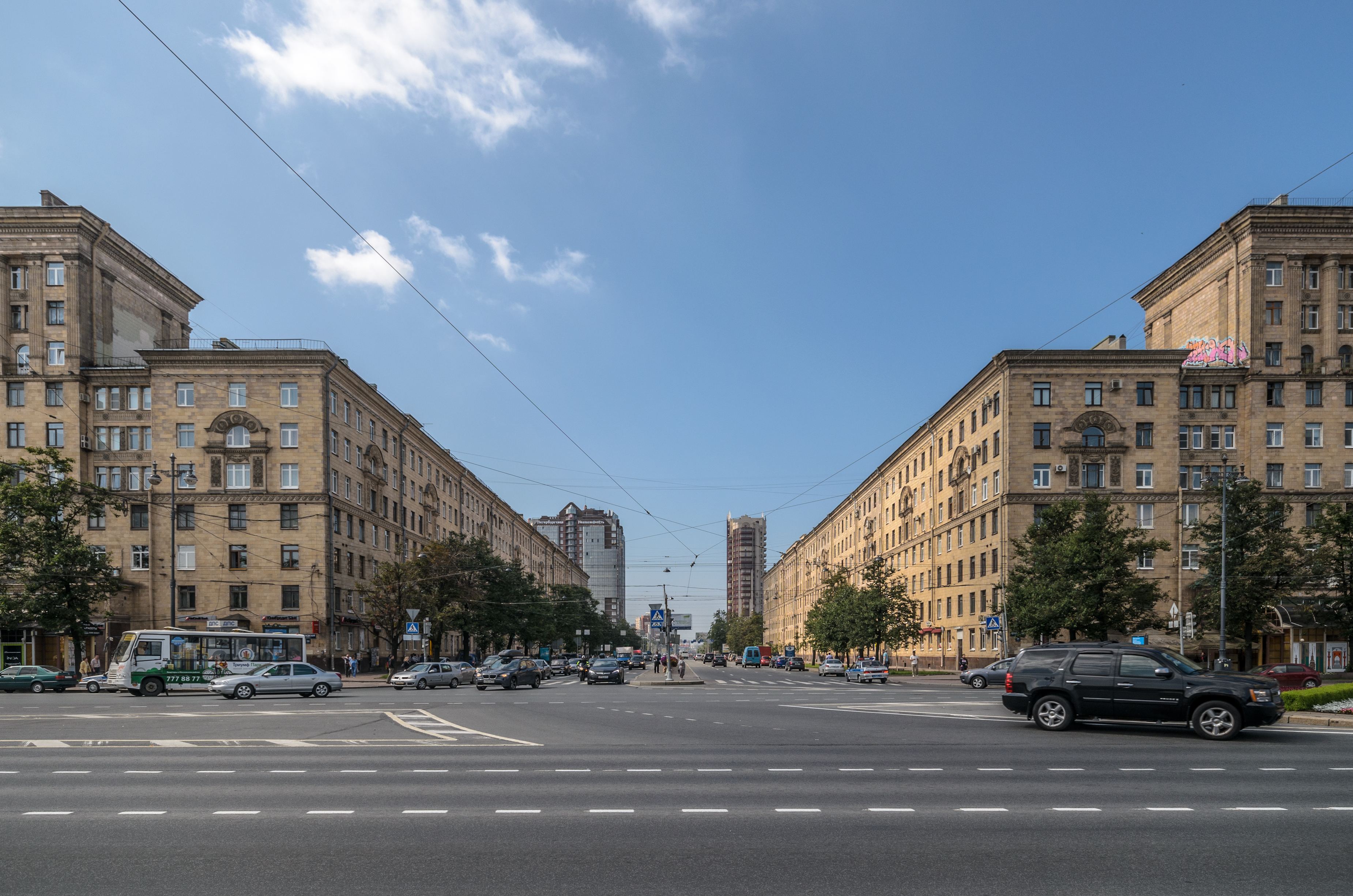
Перспектива Ленинского проспекта от Московской площади